# 参考文献

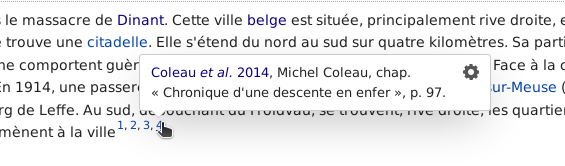
フランス語版ウィキペディアの記事「Sac de Dinant」における出典の明記
ツールチップを使用して、参照した情報源を表示している。

参考文献（さんこうぶんけん、英: reference, works cited, bibliography,source,authority など）とは、記事や書籍・学術論文執筆など、著述を行う際に参考にした図書や文献、新聞記事、またはその書誌事項を記したもの。
本文中で言及されているものを「引用文献」、単に参考までに記述したものを「参考文献」と使い分ける場合もあるが、本記事では両者を区別せずに参考文献と呼ぶことにする。なお、参考や引用を行った出所を出典（しゅってん、英: source, citation）という。

## 概要

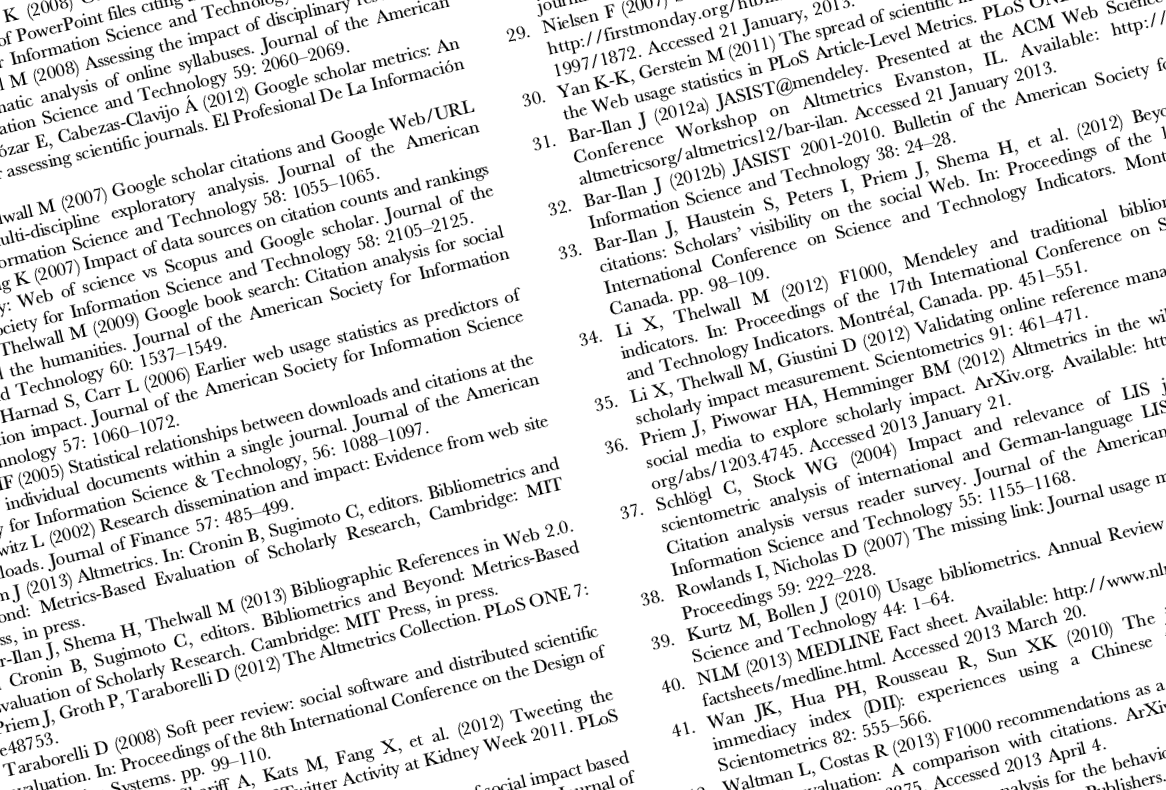
学術論文に記載された参考文献のリスト

巻末（尾注）や本文中（脚注）に書き記される。一般図書などでは書名、出版年月日、引用・参考ページなどがある。雑誌論文の引用時には雑誌名も記される。最近はインターネットの普及により参考サイトのURLが記されることが増えている。日本の科学技術関連の書誌情報の記述の指針として科学技術振興機構 (JST) の科学技術情報流通技術基準 (SIST) がある。
「参考」や「引用」（著作権法32条）を使用する場合は出典を明示しなければならない。
国立情報学研究所の学術情報データベース「CiNii（サイニィ）」では、参考文献となりうる学術論文や図書・雑誌、所蔵している図書館などが検索できる。

## 方式
- ハーバード方式（著者名・発行年方式）- 著者の姓と発行年に基づいて示す方式[5]。
- バンクーバー方式（引用順方式）- 参考文献と本文を引用順の文献番号で関連付け、参考文献の列挙を引用順に行う方式[6]。

## 重要性
学術論文や書籍の執筆などにおいて、他者の意見や研究成果、周知の事実の確認等のために参考文献は重要である。研究の場合、過去の誰かの先行研究と、自身の研究内容が重複しないようにする確認や、過去にいかなる研究がいかなる論証・プロセスを経て行われ、現在の学説や理論が構築されてきたかを概観する「研究史の整理」、またその後の分析、解釈の段階にいたるまで、参考文献は極めて重大な役割をもっている。